# Góis
Pour les articles homonymes, voir Gois.
Góis est une municipalité (en portugais : concelho ou município) du Portugal, située dans le district de Coimbra et la région Centre.

## Géographie
Góis est limitrophe :
- au nord, d'Arganil,
- à l'est, de Pampilhosa da Serra,
- au sud-est, de Pedrógão Grande et de Castanheira de Pera,
- à l'ouest, de Lousã,
- au nord-ouest, de Vila Nova de Poiares.

## Histoire
L'existence de Góis (anciennement Goes) est attestée depuis au moins le XIe siècle.
Manuel Ier accorde une charte à la ville en 1516,. En 1560, les paroisses de Cadafaz et Colmeal sont fondées.
En 1855, la municipalité d'Alvares est supprimée. La paroisse d'Alvares rejoint alors la municipalité de Góis tandis que Portela do Fojo rejoint Pampilhosa da Serra.

## Démographie
| 1801  | 1849  | 1900   | 1930   | 1960  | 1981  | 1991  | 2001  | 2004  |
| ----- | ----- | ------ | ------ | ----- | ----- | ----- | ----- | ----- |
| 5 231 | 6 332 | 11 891 | 12 230 | 9 744 | 6 434 | 5 372 | 4 861 | 4 606 |

| 2011  | - | - | - | - | - | - | - | - |
| ----- | - | - | - | - | - | - | - | - |
| 4 260 | - | - | - | - | - | - | - | - |

## Jumelage
- Sao Paulo (Brésil)

## Subdivisions

Carte des paroisses de Góis.

Depuis la loi no 11-A/2013 du 28 janvier 2013, portant réorganisation administrative du territoire des freguesias, la municipalité de Góis  est subdivisée en 4 paroisses (freguesia en portugais) contre 5 auparavant :
- Alvares
- Cadafaz e Colmeal (fusion de Cadafaz et Colmeal)
- Góis : a rang de « ville »
- Vila Nova do Ceira